# Alopurinol
Alopurinol je léčivo určené převážně k léčbě onemocnění spojených se zvýšenou hladinou kyseliny močové v krvi (hyperurikemie). Mezi tato onemocnění náleží zejména chronifikující dna tj. uratická artritida. Svým způsobem fungování náleží mezi tzv. inhibitory xanthinoxidázy, což je enzym, který katalyzuje (urychluje) přeměnu hypoxanthinu na xanthin a následně na kys. močovou. Je určen pro dlouhodobou terapii, nikoliv pro zvládání akutních záchvatů dny – je profylaktikem.

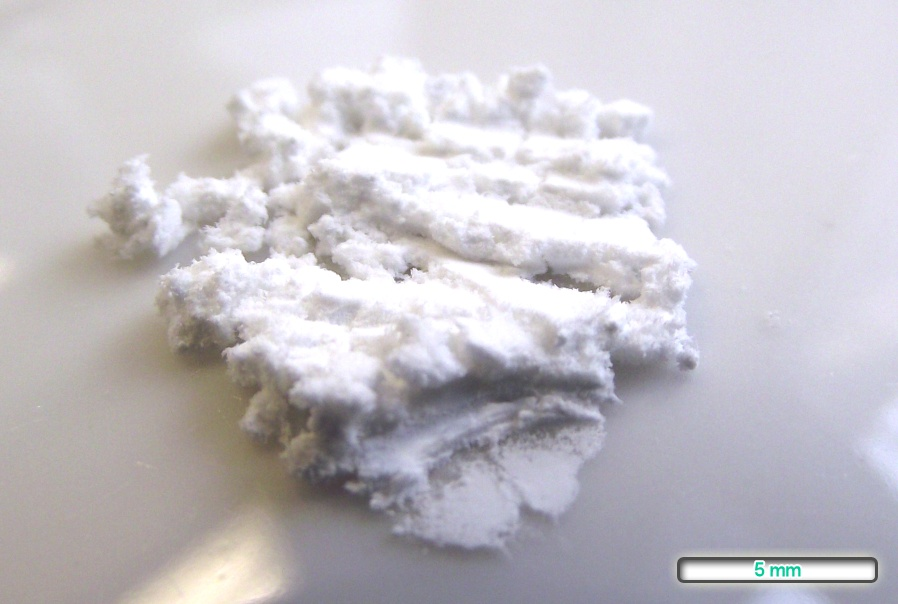
čistý alopurinol má podobu bílého prášku

Poprvé byl alopurinol syntetizován v roce 1956 Rolandem K. Robinsem při jeho pokusech o hledání protinádorového léčiva. Na trh léčiv byl uveden firmou Burroughs-Wellcome v roce 1966, kdy americký kontrolní a regulační úřad pro léčiva a potraviny (FDA) povolil uvedení léčivého výrobku s alopurinolem pod názvem Zyloprim. V současnosti se alopurinol vyrábí po celém světě pod mnoha obchodními názvy (např. Allohexal, Allosig, Aluron, Milurit, Alloril, Progout, Zyloprim, Zyloric, Zyrik).
Alopurinol je na seznamu Světové zdravotnické organizace (WHO), ve kterém jsou uvedeny základní léčiva potřebná pro fungování obecného zdravotního systému.

## Mechanismus účinku
Alopurinol je analog purinu resp. strukturální izomer hypoxantinu (přirozený purin vyskytující se v lidském organismu), který inhibuje enzym xantinoxidázu. Tento enzym je zodpovědný za urychlování přeměny (oxidaci) hypoxantinu na xantin a následně xantinu na kys. močovou, která je produktem purinového metabolismu. Kromě zastavení produkce kys. močové, alopurinol zvyšuje hladinu xantinu a hypoxantinu. Zatímco xantin nemůže být přeměněn na purinový ribonukleotid, hypoxantin může být přeměněn v rámci "purinové recyklace" na ribonukleotidy adenosin monofosfát a guanosin monofosfát. Zvýšená hladina těchto dvou ribonukleotidu zapříčiňuje zpětnovazební inhibici amidofosforibosyl transferázy, což je první enzym, který se účastní na tvorbě (biosyntéze) purinů. To znamená, že alopurinol nejenže znemožňuje tvorbu kyseliny močové, ale rovněž zpomaluje tvorbu purinů.

## Metabolismus
Alopurinol je metabolizován převážně aldehydoxidázou a méně xantinoxidázou na oxipurinol, který je rovněž inhibitor xantinoxidázy. V organismu se přemění alopurinol na oxipurinol během dvou hodin, zatímco oxipurinol se pomalu (18-30 h) vylučuje ledvinami. Oxipurinol je tedy ponejvíce zodpovědný za efekt alopurinolu.

## Léčebné využití

### Dna (uratická artritida) a hyperurikemie
Hlavní indikací alopurinolu je uratická artritida (dna), tedy onemocnění spojené s vyšší hladinou kyseliny močové v krvi (hyperurikemií). Alopurinol tuto hladinu snižuje. Alopurinol je určen pro dlouhodobé užívání, nikoliv k léčbě akutních dnavých záchvatů. Důležitá je tedy kompliance nemocného, resp. jeho ochota daný lék pravidelně užívat.

### Syndrom nádorového rozpadu
Chemoterapeutická léčba vede k rozpadu nádorové tkáně, která následně uvolňuje do krevního oběhu velké množství buněčných metabolitů. Výsledkem rozpadu nádorové tkáně je tak vzestup kyseliny močové v krvi, jejíž množství alopurinol snižuje. V současnosti je však alopurinol nahrazován oxidázami urátů.

### Souběžná terapie s thiopuriny
Alopurinol může způsobit závažnou pancytopenii, pokud je podáván společně v plné dávce s merkaptopurinem či jeho pro-léčivem azathioprinem. Důvodem je skutečnost, že merkaptopurin je metabolizován pomocí xantinoxidázy, kterou alopurinol inhibuje. Z těchto důvodu byla výše zmíněná souběžná terapie kontraindikována. V současné době však byl tento souběh léčiv přehodnocen, protože bylo zjištěno, že souběžné podání alopurinolu s thiopuriny významně zlepšuje pravděpodobnost přežití transplantované ledviny. Mezi další zajímavé nálezy zmíněné koterapie, tentokrát z oblasti gastroeneterologie, patří zjištění, že alopurinol významně zlepšuje protizánětlivou odpověď thiopurinů u střevních zánětů, zejména u tzv. Crohnovy nemoci. Přidáním alopurinolu k azathioprinu, lze rovněž obejít hepatotoxicitu samotného azathioprinu či 6-merkaptopurinu. Při dané koterapii se snižuje dávkování thiopurinu až na jednu třetinu, a to v závislosti na genetické predispozici k aktivaci thiopurinové metyltransferázy.

### Onemocnění ledvin, srdeční selhání, angina pectoris
Alopurinol snižuje rychlost zhoršování ledvinných funkcí u nemocných s chronickým onemocněním ledvin. Snižuje také hladinu C reaktivního proteinu. U pacientů se zhoršeným fungováním ledvin (hodnoceno na základě nefrofyziologických parametrů) se po podávání apopurinolu statisticky významně snížilo riziko hospitalizace z důvodu kardiovaskulárních onemocnění.
Alopurinol ve vyšších dávkách díky svému inhibičnímu vlivu na xantoxidázu (600 mg) snižuje vaskulární oxidativní stres. Tím výrazně zlepšuje mechanické vlastnosti cév resp. jejich vnitřní výstelky (endotelu). Důkaz této schopnosti alopurinolu byl proveden pomocí tzv. okluzní venózní pletysmografie provedené na předloktí u pacientů trpících chronickým srdečním selháváním.
Přidání alopurinolu spolu se základní medikací anginy pectoris může snížit tzv. srdeční předtížení (workload), čímž pomáhá snížit spotřebu kyslíku ischemickou srdeční tkání – výsledkem je snížení typických "srdečních bolestí" spojených s anginou.

### Epilepsie
Alopurinol může být využit jako přídatné léčivo k terapii refrakterní (léčbě vzdorující) epilepsie, protože posiluje neurofyziologické funkce adenosinu. Důležitou funkcí adenosinu je inhibice vyplavování glutaminu z excitačních neuronů. Alopurinol nemění koncentraci souběžně podávaných antiepileptik.

### Další indikace
Alopurinol může být dále indikován k terapii vysokého tlaku krve, reperfuzního poškození (reakce ischemií poškozené tkáně na obnovený přítok krve), ledvinových kamenů (složených z urátů – tzv. urátová urolitiáza) a leishmaniózy.

## Vedlejší účinky
Vzhledem k tomu, že alopurinol nezvyšuje vylučování kyseliny močové ledvinami (nemá výrazný urikosurický efekt), může být použit u nemocných se slabší funkcí ledvin. Urikosurický efekt by znamenal velkou zátěž nejen vytvářením ledvinných urátových kamenů, ale celkovou fyziologickou zátěží. Přesto má alopurinol dva důležité efekty.
Zaprvé je to složitější dávkování, a za druhé se může vyskytnout přecitlivělost (hypersenzitivita) vůči alopurinolu.. Proto je důležité zaznamenat první reakce po podání a následně monitorovat hladiny kyseliny močové v krvi. Kromě toho Alopurinol může u geneticky predisponovaných jedinců (viz níže - farmakogenetika) vyvolat závažné kožní reakce jako Stevens-Johnsonův syndrom a toxickou epidermální nekrolýzu, což jsou velmi závažná dermatologická onemocnění. Od těchto kožních reakcí je potřeba odlišit obyčejný ekzém. Mezi další vedlejší účinky patří zánět jater (hepatitis), eozinofilie (tedy zvýšení počtu granulocytů vyskytujících se při alergické reakci) a zhoršení renálních funkcí.
Vzácný a zajímavý vedlejší účinek aropurinolu souvisí s jeho schopností tlumit produkci některých elementů kostní dřeně. Tento účinek může vést k cytopenii či aplastické anémii. Vzácně může alopurinol vyvolat zánět periferních nervů (periferní neuritidu) či intersticiální nefritidu.
Obecně se alopurinol nedoporučuje užívat během těhotenství, a mělo by být zváženo užívání i při jeho plánování. Byl zaznamenám případ, který dal do souvislosti užívání alopurinolu s rizikem kongenitálních malformací.

### Farmakogenetika
Alopurinol může u jedinců, kteří jsou nosiči alely HLA-B*5801, vyvolat závažné kožní reakce jako např. Stevens-Johnsonův syndrom nebo toxickou epidermální nekrolýzu (TEN). Četnost výskytu zmíněné alely se liší mezi etniky: Chanové a Thajci mají četnost výskytu této alely okolo 8 %, zatímco evropská populace má frekvenci výskytu okolo 1 % a japonská okolo 0.5 %. Česká populace má zastoupení této alely přibližně 0,7 %. Riziko vzniku daných kožních reakcí je u nositelů dané alely přibližně 40-580 větší oproti těm, kteří nositeli dané alely nejsou. Míra rizika se liší opět napříč etniky.

## Syntéza

syntéza alopurinolu.